# Salacia reticulata
Salacia reticulata är en benvedsväxtart som beskrevs av Wight. Salacia reticulata ingår i släktet Salacia och familjen Celastraceae. Inga underarter finns listade.

## Bildgalleri

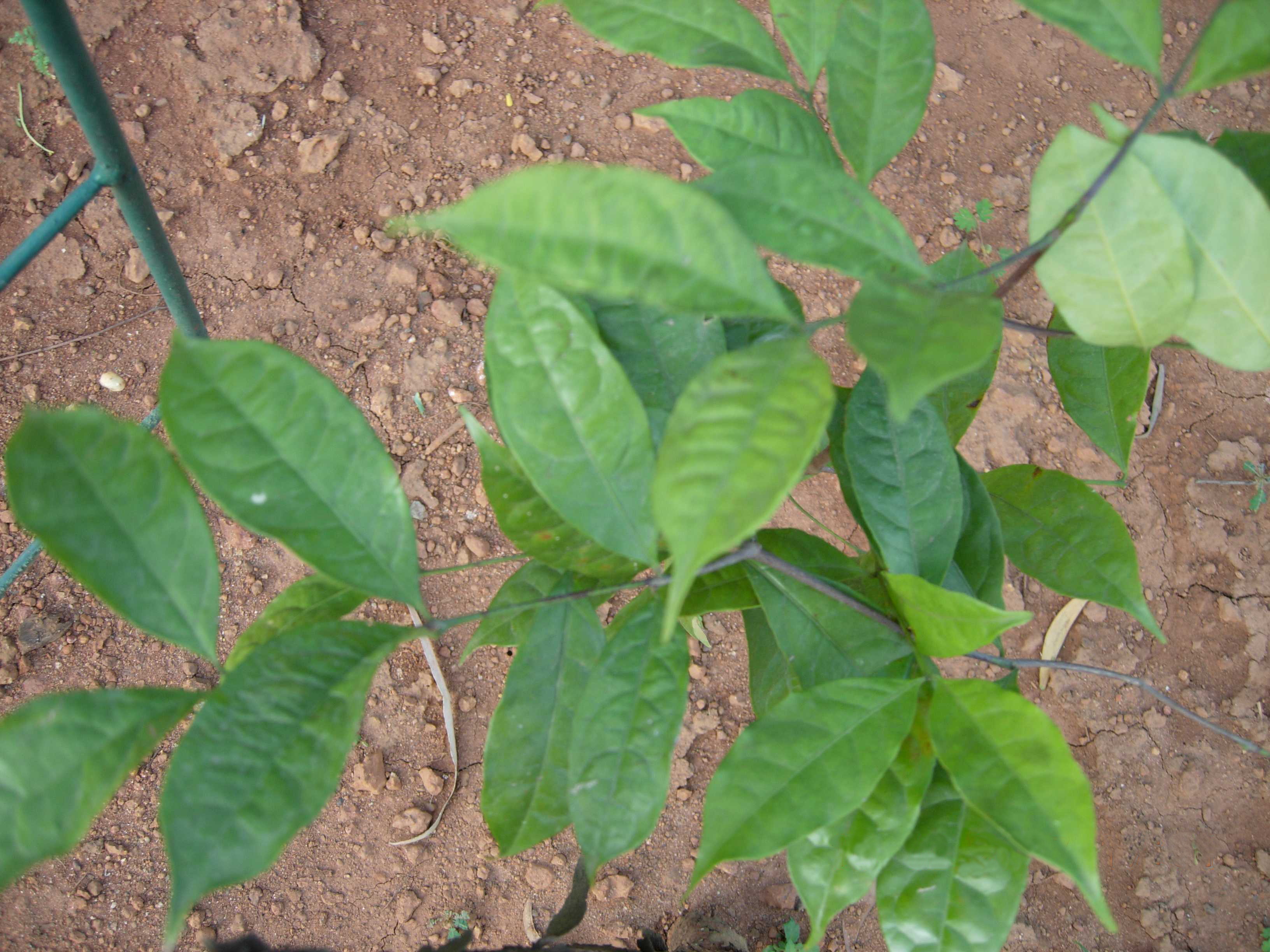
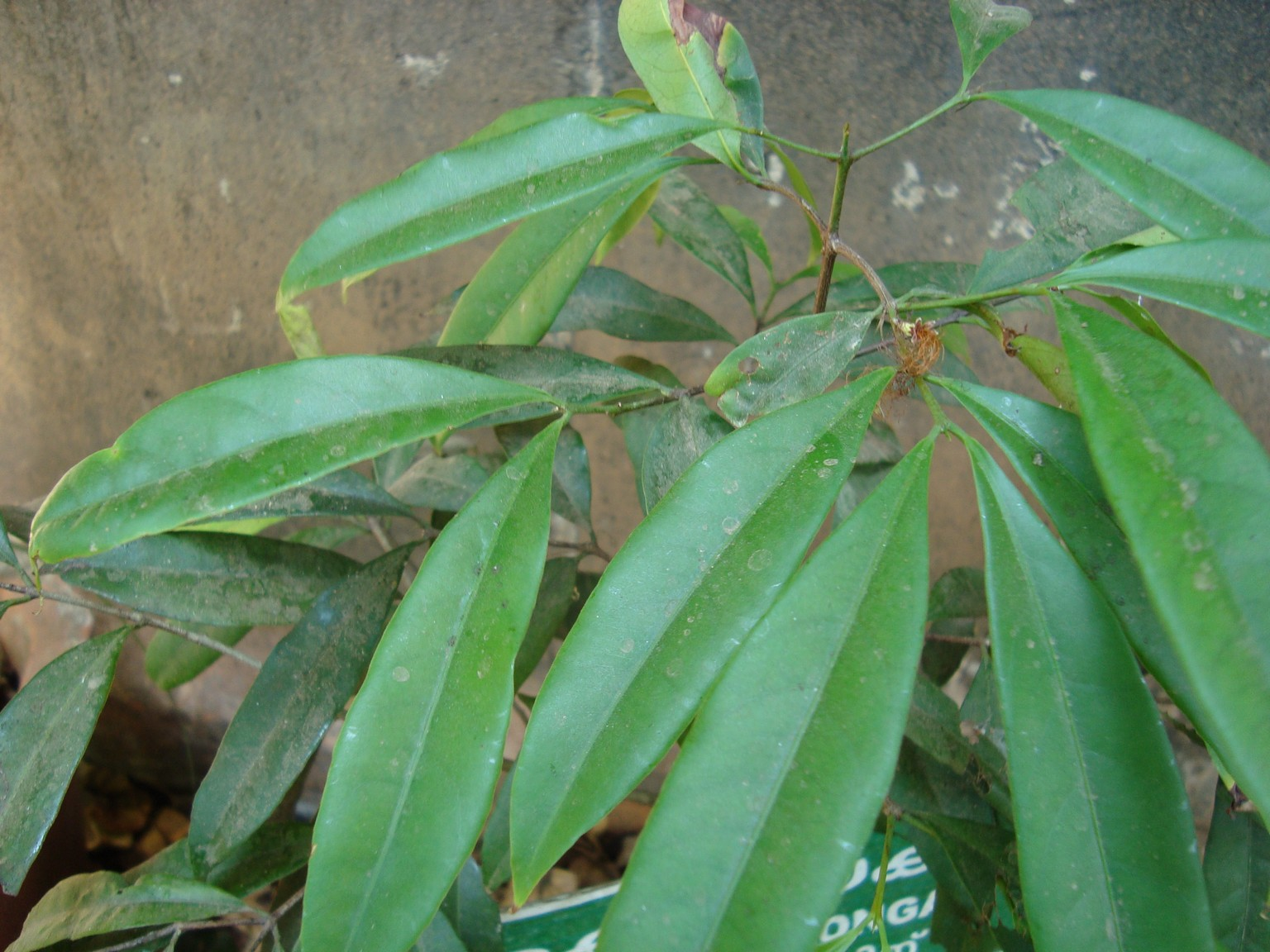
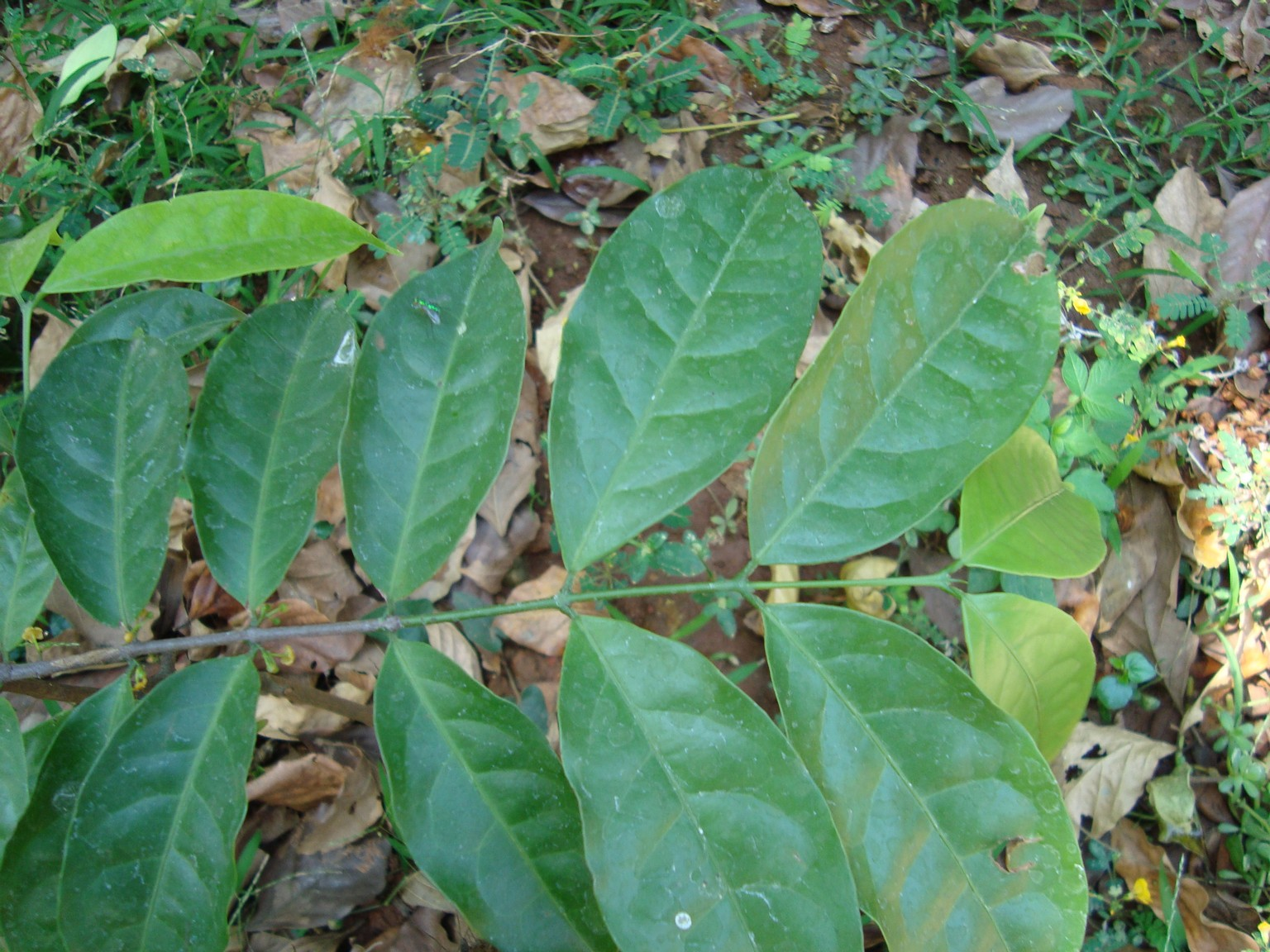